# Artabotrys pilosus
Artabotrys pilosus Merr. & Chun – gatunek rośliny z rodziny flaszowcowatych (Annonaceae Juss.). Występuje endemicznie w południowo-zachodnich Chinach, na wyspie Hajnan. 

## Morfologia
PokrójZimozielony krzew o pnących pędach. Dorasta do 5 m wysokości.
LiścieMają kształt od podłużnego do podłużnie eliptycznego. Mierzą 5–17 cm długości oraz 2–7,5 cm szerokości. Są owłosione od spodu. Nasada liścia jest zaokrąglona. Wierzchołek jest od tępego do spiczastego. Ogonek liściowy jest omszony i dorasta do 2 mm długości.
KwiatySą pojedyncze. Działki kielicha mają owalny kształt i dorastają do 4 mm długości, są owłosione od wewnętrznej strony. Płatki mają podłużny kształt i zielonkawą lub żółtawą barwę, osiągają do 15–17 mm długości, są owłosione. Kwiaty mają 8 nagich słupków.
OwoceTworzą owoc zbiorowy. Mają podłużnie elipsoidalny kształt. Osiągają 1,5–2,5 cm długości oraz 1,5 cm średnicy. Są nagie.

## Biologia i ekologia
Rośnie w lasach mieszanych. Występuje na wysokości do 500 m n.p.m. Kwitnie od kwietnia do czerwca, natomiast owoce pojawiają się od maja do grudnia. 

## Zastosowanie
Włókna z kory służą do produkcji lin, natomiast kwiaty mają zastosowanie w przemyśle perfumeryjnym.